# Landesfürstliches Amtshaus

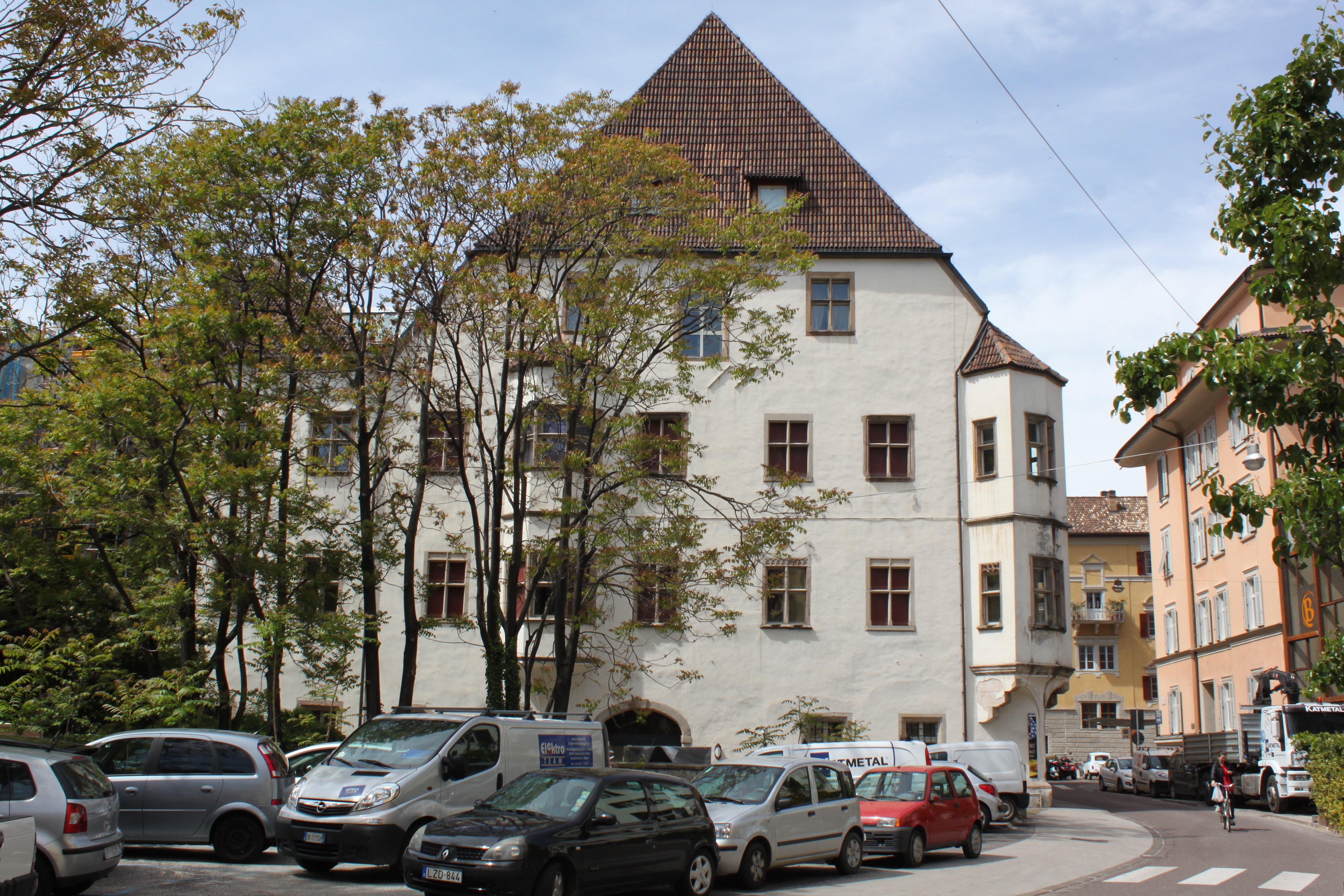
Das Landesfürstliche Amtshaus (Ostansicht von der Andreas-Hofer-Straße)

Das Landesfürstliche Amtshaus in der Bindergasse in Bozen, auch Maximilianisches Amtshaus genannt, beherbergt seit 1997 das Südtiroler Naturmuseum. Seit 1948 steht es unter Denkmalschutz.
Erstmals 1500 erwähnt, erhielt das Amtshaus in den Folgejahren unter Kaiser Maximilian seine heutige äußere Form mit dem spätgotischen Walmdach. Der hier residierende Bozner Amtmann war jahrhundertelang für die Innsbrucker Regierung wichtiger Ansprechpartner. Sein Gebäude diente insbesondere als Zolleinhebestelle. Im Kaisersaal fandene 1551/52 und 1556 Landtage statt. Ebenso hatte hier der sog. Hansgraf, ein bereits 1504 erwähnter Wirtschaftsbeamter, seinen Amtssitz.
Um 1500 ist als Bozner Amtmann Hans Abmstorfer (Abenstorffer) bezeugt. Ihm erteilte Maximilian I. am 28. April 1500 den Befehl, das bereits bestehende ältere Amtshaus in der heutigen Bindergasse um- und ausbauen zu lassen. 1501 wird beim Innsbrucker Hofglaser Oswald Tosch die Verglasung des Gebäudes in Auftrag gegeben, 1502 soll Abmstorfer die Räume des neuen Amtshauses zu Wohn- und Amtszwecken herrichten lassen. 1503 wird der Neubau als „new ambthaws zu Botzn“ bezeichnet.
Im Jahr 2019 erinnerte im Amtshaus die Sonderausstellung „Das Amtshaus des Kaisers“ an das 500. Todesjahr Kaiser Maximilians.